# Дацки (Львовская область)
Дацки (укр. Дацьки) — село в Яворовской городской общине Яворовского района Львовской области Украины.
Население по переписи 2001 года составляло 109 человек. Занимает площадь 0,337 км². Почтовый индекс — 81017. Телефонный код — 3259.